# Shahīnān
Shahīnān (persiska: شهینان) är en ort i Iran.   Den ligger i provinsen Kurdistan, i den nordvästra delen av landet, 500 km väster om huvudstaden Teheran. Shahīnān ligger 1 627 meter över havet och antalet invånare är 152.
Terrängen runt Shahīnān är lite bergig. Runt Shahīnān är det ganska tätbefolkat, med 86 invånare per kvadratkilometer. Närmaste större samhälle är Manījalān, 2,0 km sydost om Shahīnān. Trakten runt Shahīnān består i huvudsak av gräsmarker.